# Tetele
Tetele és una vila de Letònia, al Municipi d'Ozolnieki. La vila és situada a la vora del riu Lielupe a aproximadament a 39 km de la capital, Riga, i a 8 km de la ciutat de Jelgava.

## Persones il·lustres
- Fricis Apšenieks (1894-1941), Mestre d'escacs